# プラクセディス (小惑星)
プラクセディス (547 Praxedis) は小惑星帯の小惑星である。
パウル・ゲッツによってハイデルベルクで発見され、ドイツの作家ヴィクトール・フォン・シェッフェルの作品『エッケハルト』(Ekkehard) の登場人物にちなんで命名された。
2006年11月に鹿児島県で掩蔽が観測された。